# San Gregorio (Santa Fé)
San Gregorio é uma comuna da Argentina localizada no departamento de General López,  província de Santa Fé.